# Tarkan (album)
Albums de Tarkan
Ölürüm Sana
(1997) Karma (en)
(2001)
En 1998, Universal décide de sortir un album compilation du chanteur Tarkan en France. Celui-ci reprend des titres de ses deux derniers albums turcs. L'album est réédité pour le marché européen le 1er avril 1999 grâce au succès du single Şımarık. Les ventes de cet album permettront à Tarkan de recevoir un World Music Award à Monaco la même année.

## Liste des titres
1. Simarik - 3:10
2. Ölürüm Sana - 4:05
3. Bu Gece (Kir Zincirlerini) '99 - 3:53
4. Sikidim (Hepsi Senin Mi?) - 3:15
5. Salina Salina Sinsice - 3:55
6. Ikimizin Yerine - 4:40
7. Inci Tanem - 5:38
8. Dön Bebegim - 4:45
9. Basina Bela Olurum - 4:12
10. Gül Döktüm Yollarina - 4:08
11. Unut Beni - 5:27
12. Beni Anlama - 5:22
13. Delikanli Çaglarim - 3:42
14. Simarik (Long version)- 3:53
15. Kir Zincirlerini (Original version) - 5:29
16. Bu Gece (Kir Zincirlerini) Club Remix (sur l'édition japonaise)
17. Simarik (Malagutti Remix) (sur l'édition japonaise)

## Classements de l'album
| Pays      | Meilleure position |
| --------- | ------------------ |
| Allemagne | 7                  |
| Suisse    | 17                 |
| Autriche  | 22                 |
| France    | 26                 |
| Suède     | 53                 |